# テーサバーン
テーサバーン (เทศบาล) はタイにおける自治権のある地域のこと。日本語では自治市町とも訳される。
日本語では、意訳により市と表記する例がしばしばみられる。

## 概要
タイにおいては地方自治は基本的に内務省の出先機関である県行政体（オンカーン・ボーリハーン・スワンチャンワット(泰)องค์การบริหารส่วนจังหวัด）やその任命を受けた下位組織が行うが、ある特定の地区がテーサバーンとなることによりある程度内務省から独立した自治を行うことが出来る。
テーサバーンの原型は仏暦2476年テーサバーン法（西暦1933年）により制定されたが、のちに廃止され、西暦1953年あらたに制定された仏暦2496年テーサバーン法が根拠となっている。
また、1999年に公布された改編法に基づき、異なる根拠法により組織されていた全国のスカーピバーンがテーサバーンに編入されることとなった。これにより、当時約150を数えるほどだったテーサバーンは一気に1000を超え、2020年現在では2400以上を数える。
なおバンコク都、パッタヤー市も独立した特殊な行政体であるが、異なる法によって定められた枠組みにあり、テーサバーンではない。

## 種類
テーサバーンはその地方行政単位に実際に居住する人口などによって以下の3つに分けられる。
| 種類 音訳 / 原語 / 英訳                                   | 規模の目安      | 成立条件 | 議員数 | 委員定数 | 総数 (2020年9月) |
| --------------------------------------------------------- | --------------- | --- | ------ | -------- | ---------------- |
| テーサバーンナコーン เทศบาลนคร City Municipality          | 日本の 市に相当 | - 人口5万人以上、且つ人口密度3,000/km²以上 - 自治体として機能する事の出来る収入がある - 国王の勅令                                          | 24人   | 5人      | 30               |
| テーサバーンムアン เทศบาลเมือง Town Municipality           | 日本の 町に相当 | - 県庁所在地 または - 人口5万未満、1万人以上、且つ人口密度3,000/km²以上 - 自治体として機能する事の出来る収入がある - 国王の勅令             | 18人   | 3人      | 195              |
| テーサバーンタムボン เทศบาลตำบล Sub-district Municipality | 日本の 町に相当 | - 人口1万人未満、7,000人以上で且つ人口密度1,500/km²以上 - 年間1200万バーツ以上の収入が確保できる十分な見通がある - 住民の総意に基づいている | 12人   | 3人      | 2247             |

これらのテーサバーンは郡（アムプー）、分郡（キンアムプー）、県庁所在地（アムプームアン）の中の一部地区においての上記成立条件を満たした地域にその自治権が付与される。その境界線の決定には町（タムボン）あるいは村（ムーバーン）等の境界線は全く関係なく、上記の成立条件の人口密度が基準を超えた地域に境界線を引き、その上で人口が上記成立条件を満たし初めてたの成立条件に付いて審議される。

## 自治形態
テーサバーン議会
テーサバーンでは住民から選ばれた議員による、テーサバーン議会（สภาเทศบาล）が置かれ、テーサバーン条例（เทศบัญญัติ）を制定することが出来る。
テーサバーン長
テーサバーン長（นายกเทศมนตรี）はテーサバーン議会によって任命され、テーサバーンの長は住民投票による選出は行われない。
テーサバーン議会
テーサバーン長の行政を補佐する物としてテーサバーン委員会（เทศมนตรี）がある。なおテーサバーン委員会には常任委員会と特別委員会がある。常任委員会は2つまで設置可能であり、議員のみが任命され毎年の第一回目の会議で選出される。一方、特別委員会も2つまで設置可能であるが、こちらは議員に任命された民間人が委員となる。特別委員会は特に常任委員会だけでは対応しきれないときに設置されるものであり、その任務が終わり次第解散となる。なお委員会の定数は上表を参照のこと。

## 似た組織
人口密度の低い地域における地方自治体区分として、タムボン自治体 （行政体）がある。1956年に出現した当時はタムボン評議会と呼ばれていたが、1994年に法整備され、法人格を与えられた。